# Stephen Sulyk
Stephen Sulyk (ur. 2 października 1924 w Balnicy, zm. 6 kwietnia 2020) – emerytowany greckokatolicki obrządku bizantyjsko-ukraińskiego metropolita w Filadelfii w latach 1980–2000.
W roku 1988, z okazji 1000 rocznicy chrztu Rusi, odwiedził Polskę. W Trzebiatowie odprawił mszę w cerkwi greckokatolickiej pod wezwaniem św. Piotra i Pawła. Odprawił również Boską Liturgię w parafii greckokatolickiej we Wrocławiu.
Zmarł na COVID-19. 